# Diamant Boart Group
Diamant Boart Group (Діамант Бот Груп) — міжнародна компанія бельгійського походження, яка виготовляє і продає алмазний інструмент.

## Історія
Заснована в 1937 р.

## Характеристика
Diamant Boart продає по всьому світу до 30 млн карат на рік суперабразивів, тобто натуральних алмазів, синтетичних алмазів і CBN (виробів з нітриду бору). Компанія виготовляє і продає широкий асортимент інструментів для обробки природного каменя, обладнання для кар'єрних робіт, з використанням алмазного каната (сталевий канат з алмазними втулками, що розташовані на відстані 25 мм один від одного), а також алмазний інструмент (диски, бурові коронки, канати) для будівельної промисловості (для розпилювання і буріння залізобетонних і інших будівельних конструкцій).

## Сучасний стан
Diamant Boart Group — світовий лідер у своїй галузі. На 2000 р загальний оборот компанії становив понад 10 млрд бельгійських франків, 60 % які дає будівельний ринок, 32 % — каменеобробна промисловість і 8 % — продаж суперабразивів та іншої продукції. Одна третина постачання для будівельної промисловості являє собою обладнання, зроблене у Франції і США, і дві третини — алмазний інструмент. Компанія має заводи в Іспанії (Мадрид), Португалії, Франції (Блуа), Греції (Інопіта), США (Канзас Ситі і Колумбія), Китаї (Куанцу) і Італії (Лонато). Комерційна мережа компанії охоплює весь світ. Вона має свої відділення на всіх основних ринках Західної Європи і Північній Америці і працює, спираючись на партнерів в Аргентині, Японії, Китаї, на Філіппінах, в Єгипті і за допомогою агентів в інших країнах. У компанії Diamant Boart Group працюють 1700 співробітників, з них 1200 — в Європі (470 в Бельгії) і 450 — в США